# 比斯卡罗斯
比斯卡罗斯（法語：Biscarrosse，法語發音：[biskaʁɔs]），法国西南部城市，新阿基坦大区朗德省的一个市镇，隶属于蒙德马桑区，其市镇面积为160.48平方公里，2022年1月1日时人口数量为15,412人，是该省人口第三多的市镇，在法国市镇中排名第699位。
比斯卡罗斯位于朗德省西北部，比斯开湾畔，北侧与吉伦特省接壤。比斯卡罗斯在20世纪中期为法国水上飞机试验中心，后被开辟为海滨旅游城市。

## 地名来源
“比斯卡罗斯”一名最初于1247年以“Biscarrossa”的形式被记载，其中“Bisca”前缀意为“山岭”，来源于古拉丁语“bisk”或巴斯克语“bizkar”；“Ossa”则是一个阿基坦地区常见地名后缀，意为“区域”，对应拉丁语“-um”。
比斯卡罗斯地区历史上通用加斯科涅语，“比斯卡罗斯”的加斯科涅语及奥克语拼写为“Biscarròssa”。

## 历史

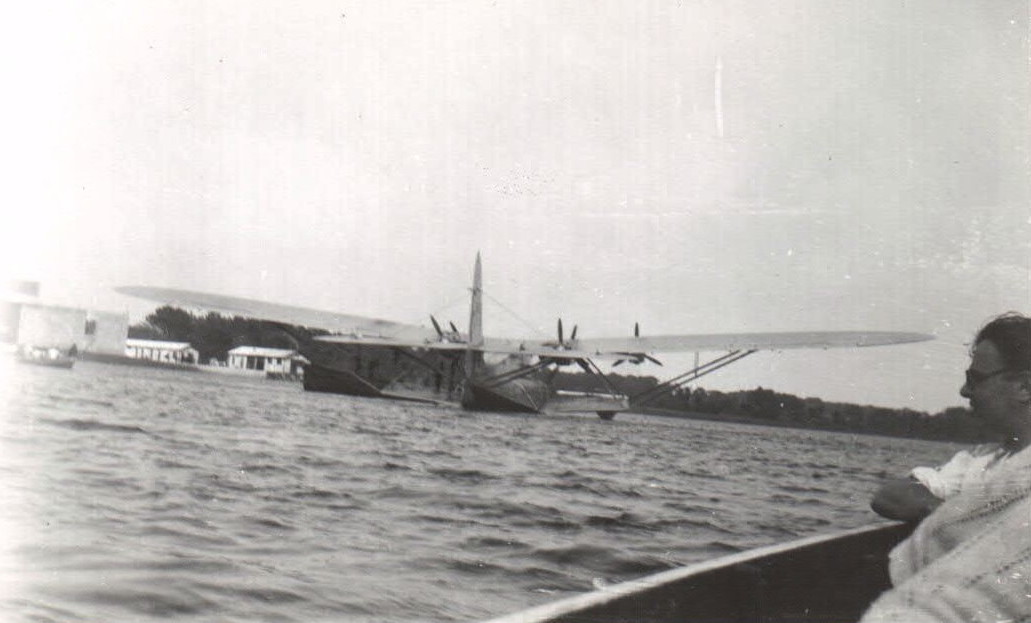
比斯卡罗斯的水上飞机试验

比斯卡罗斯最初于13世纪中期被记录。彼时，受比斯开湾风暴潮影响，比斯卡罗斯所处的博恩地区土地盐碱化较为严重，不适应传统农业生产。1277年，比斯卡罗斯获得市镇宪章，当地领主在此修建了一处城堡。文艺复兴时期，比斯卡罗斯城堡得到扩建。法国大革命后，比斯卡罗斯成为朗德省的一个市镇，直至19世纪末，当地常住人口数量尚不足两千。1889年，两条连接比斯卡罗斯的地方铁路建成通车。1930年，法国航空工程师皮埃尔-乔治·拉泰科埃尔在比斯卡罗斯境内修建了一处水上飞机飞行场，法国文学家飞行员安托万·德圣埃克絮佩里曾在此进行试飞活动。二战后，一条连接比斯卡罗斯和法兰西堡的水上飞机商业客运航线开通运营，后因技术原因而在通航一年半后停止服务。此外，在20世纪50年代，比斯卡罗斯-帕朗蒂斯湖曾出现石油钻井，其石油开采活动在1970年彻底停止。20世纪60年代起，随着旅游业的发展，比斯卡罗斯及比斯开湾沿岸的多个市镇被开辟成为旅游度假区，当地常住人口数量快速增加。

## 地理

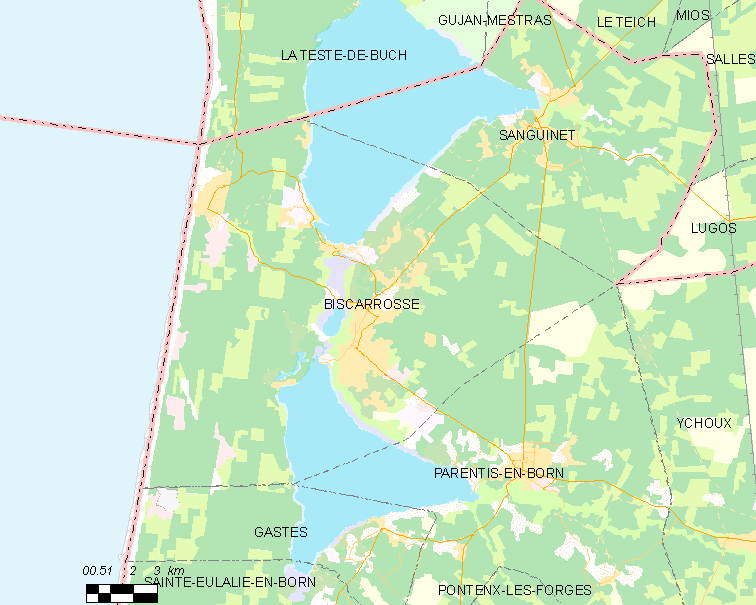
比斯卡罗斯市镇范围地图

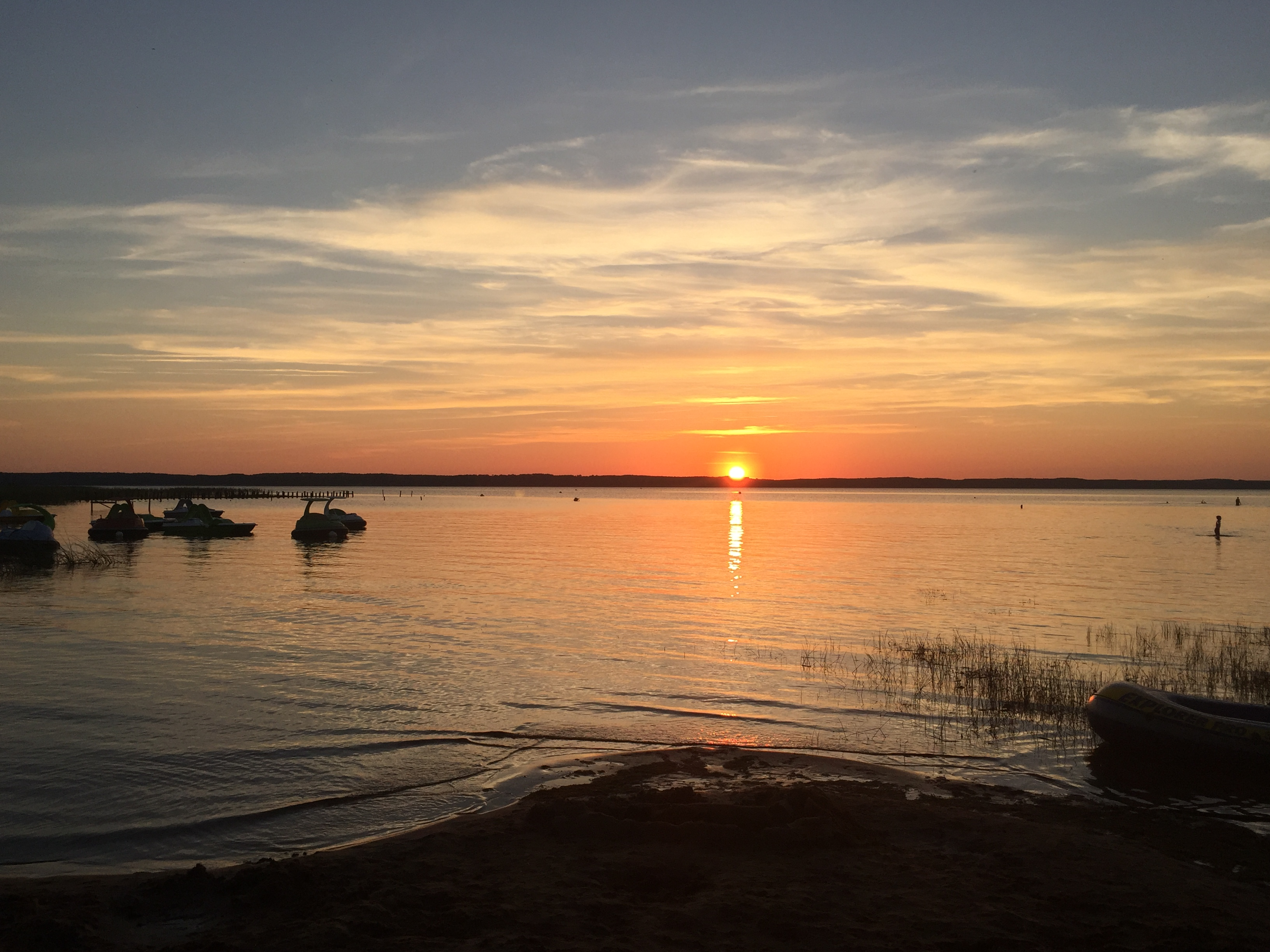
夕阳下的比斯卡罗斯小湖

比斯卡罗斯位于法国西南部，新阿基坦大区西部偏南和朗德省西北部，距离省会蒙德马桑大约86公里。与比斯卡罗斯接壤的市镇包括：拉泰斯特德比什、加斯特、博恩地区帕朗蒂斯和桑吉内。

### 地形
比斯卡罗斯位于阿基坦盆地西南部，境内以平原和浅丘为主，市镇中心地势较为平坦，全境海拔在0到78米之间。

### 水文
比斯卡罗斯被比斯卡罗斯-帕朗蒂斯湖、比斯卡罗斯小湖和卡佐-桑吉内湖所组成的湖泊群一分为二：其中市镇历史中心位于水域东侧，海滨度假区域则位于西侧。这三处大型湖泊形成于中世纪末，原为比斯开湾的一部分，后因风暴潮产生的沙丘逐渐固定成为陆地，沙丘东岸的水域成为泻湖，现通过人工水道连接阿卡雄湾。

### 植被
比斯卡罗斯属于温带阔叶混交林区，是朗德森林保护区以及博恩地区-比什沙丘后方湿地的组成部分，森林覆盖了比斯卡罗斯市镇范围内的大部分区域，桑雄公园（Parc Sencion）则是当地的一处市区绿地。
在鲜花城市的评比中，比斯卡罗斯被评为4星级（最高级）鲜花城市。

### 气候
比斯卡罗斯在柯本气候分类法中属于温带海洋性气候。
距离比斯卡罗斯最近的常年气象站位于拉泰斯特德比什境内，以下为该气象站的数据：
| 拉泰斯特德比什1981年－2019年 | 拉泰斯特德比什1981年－2019年 | 拉泰斯特德比什1981年－2019年 | 拉泰斯特德比什1981年－2019年 | 拉泰斯特德比什1981年－2019年 | 拉泰斯特德比什1981年－2019年 | 拉泰斯特德比什1981年－2019年 | 拉泰斯特德比什1981年－2019年 | 拉泰斯特德比什1981年－2019年 | 拉泰斯特德比什1981年－2019年 | 拉泰斯特德比什1981年－2019年 | 拉泰斯特德比什1981年－2019年 | 拉泰斯特德比什1981年－2019年 | 拉泰斯特德比什1981年－2019年 |
| 月份                         | 1月                          | 2月                          | 3月                          | 4月                          | 5月                          | 6月                          | 7月                          | 8月                          | 9月                          | 10月                         | 11月                         | 12月                         | 全年                         |
| ---------------------------- | ---------------------------- | ---------------------------- | ---------------------------- | ---------------------------- | ---------------------------- | ---------------------------- | ---------------------------- | ---------------------------- | ---------------------------- | ---------------------------- | ---------------------------- | ---------------------------- | ---------------------------- |
| 历史最高温 °C（°F）          | 22 (72)                      | 26.2 (79.2)                  | 28.6 (83.5)                  | 33.2 (91.8)                  | 35.1 (95.2)                  | 40.2 (104.4)                 | 40.6 (105.1)                 | 42 (108)                     | 38.4 (101.1)                 | 31.4 (88.5)                  | 26.3 (79.3)                  | 22.8 (73.0)                  | 42 (108)                     |
| 平均高温 °C（°F）            | 10.9 (51.6)                  | 12.2 (54.0)                  | 15.2 (59.4)                  | 17 (63)                      | 20.8 (69.4)                  | 23.7 (74.7)                  | 26 (79)                      | 26.3 (79.3)                  | 24 (75)                      | 19.8 (67.6)                  | 14.4 (57.9)                  | 11.2 (52.2)                  | 18.5 (65.3)                  |
| 日均气温 °C（°F）            | 6.7 (44.1)                   | 7.4 (45.3)                   | 9.9 (49.8)                   | 11.8 (53.2)                  | 15.5 (59.9)                  | 18.5 (65.3)                  | 20.6 (69.1)                  | 20.6 (69.1)                  | 18 (64)                      | 14.8 (58.6)                  | 10 (50)                      | 7.2 (45.0)                   | 13.4 (56.1)                  |
| 平均低温 °C（°F）            | 2.5 (36.5)                   | 2.5 (36.5)                   | 4.5 (40.1)                   | 6.6 (43.9)                   | 10.3 (50.5)                  | 13.3 (55.9)                  | 15.1 (59.2)                  | 15 (59)                      | 12.1 (53.8)                  | 9.7 (49.5)                   | 5.6 (42.1)                   | 3.2 (37.8)                   | 8.4 (47.1)                   |
| 历史最低温 °C（°F）          | −15.7 (3.7)                  | −13.7 (7.3)                  | −9.6 (14.7)                  | −3.7 (25.3)                  | −1.8 (28.8)                  | 3.6 (38.5)                   | 5 (41)                       | 1.1 (34.0)                   | −0.7 (30.7)                  | −4 (25)                      | −8.4 (16.9)                  | −12.5 (9.5)                  | −15.7 (3.7)                  |
| 平均降水量 mm（）            | 95.5 (3.76)                  | 74.9 (2.95)                  | 66.4 (2.61)                  | 79.6 (3.13)                  | 62 (2.4)                     | 56.4 (2.22)                  | 46.9 (1.85)                  | 59.1 (2.33)                  | 77.8 (3.06)                  | 99.9 (3.93)                  | 120.8 (4.76)                 | 107 (4.2)                    | 946.3 (37.26)                |
| 月均日照時數                 | 99.9                         | 115.1                        | 177.1                        | 192.7                        | 226.7                        | 245.7                        | 255.9                        | 244.5                        | 210.6                        | 148.4                        | 99.3                         | 85.6                         | 2,101.5                      |
| 来源：infoclimat.fr          |                              |                              |                              |                              |                              |                              |                              |                              |                              |                              |                              |                              |                              |

## 行政区划
比斯卡罗斯是法国新阿基坦大区朗德省的一个市镇，编号为40046。比斯卡罗斯隶属于蒙德马桑区、朗德省第一选区和大湖县，同时也是大湖市镇公共社区的核心市镇。
法国国家统计与经济研究所（简称）在进行数据统计时，将比斯卡罗斯单独设为比斯卡罗斯城市核心区以及比斯卡罗斯城市区。自2020年起，比斯卡罗斯城市区被包含7个市镇的比斯卡罗斯城市辐射区代替。此外，还将比斯卡罗斯市镇分为了4个“块区”（IRIS），以便于统计人口分布情况。

## 交通

### 公路
朗德省省道D146线、D305线、D333线、D652线在比斯卡罗斯境内交汇。新阿基坦大区下属的城际客运提供巴士线路，可前往阿卡雄、伊舒克斯、居让-梅斯特拉斯等地。
| 1 巴黎 波尔多 | 35 |

| 17 达克斯 巴约讷 | 25 |

| 蒙德马桑 | 86 |

| 达克斯 | 95 |

| 索尼亚克和米雷 | 37 |

| 米米藏 | 33 |

| 波尔多 | 75 |

| 佩萨克 | 69 |

| 塔朗斯 | 70 |

| 阿卡雄 | 39 |

| 阿让 | 160 |

| 巴约讷 | 132 |

| 拉布埃尔 | 32 |

| 莫尔桑克斯 | 55 |

2018年，53.3%的比斯卡罗斯家庭拥有至少一辆私人汽车。2019年，比斯卡罗斯境内共发生各类交通事故3起，造成7人受伤。

### 铁路

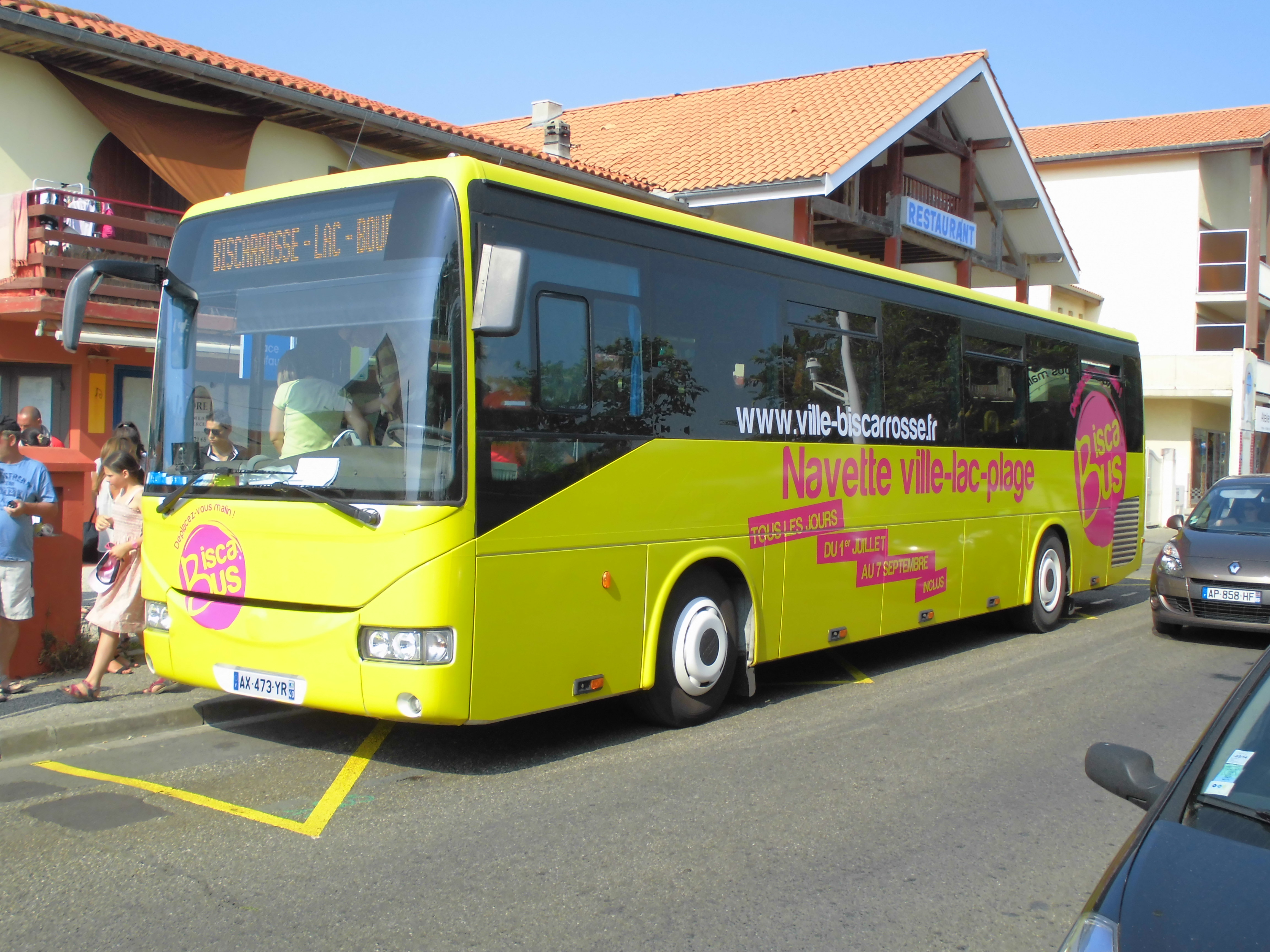
比斯卡罗斯街头的夏季摆渡巴士

比斯卡罗斯位于伊苏克斯－比斯卡罗斯铁路和比斯卡罗斯－米米藏铁路上，该铁路已于1962年关闭。距离比斯卡罗斯最近的运营中的客运铁路车站为20公里外的伊舒克斯站，该站停靠往返于波尔多—达克斯和波尔多—蒙德马桑两条线路的区域列车。

### 航空
距离比斯卡罗斯最近的民用航空站为波尔多机场，距离比斯卡罗斯市中心的公路里程约75公里。

### 城市公共交通
比斯卡罗斯城市公共交通（商业名称为）是当地的城市公共交通系统。截至2022年1月，该系统共包括1条夏季线路和1条定制公交线路，路网覆盖了比斯卡罗斯市区内的主要街道和居民区。

## 政治

### 市政内阁

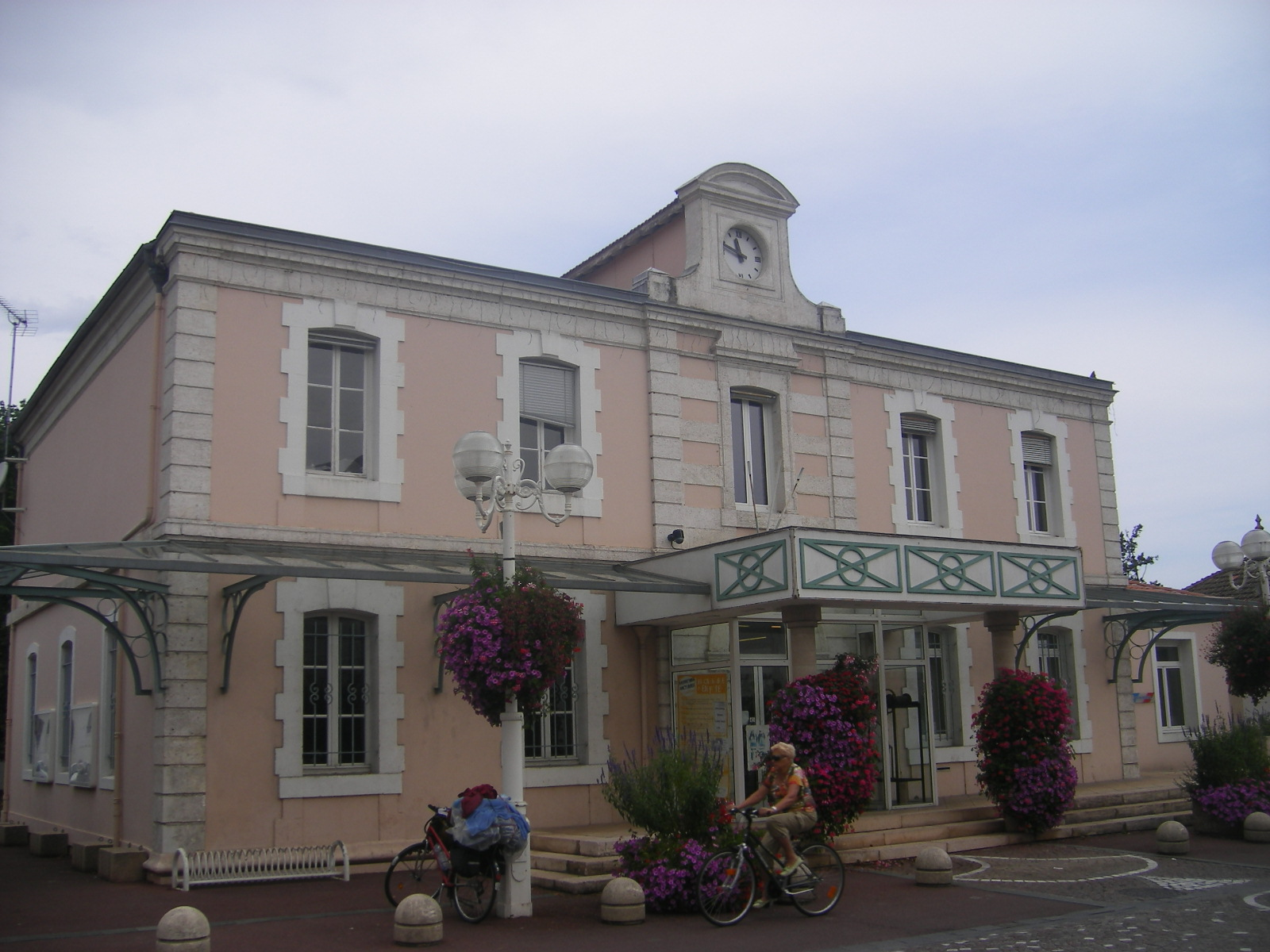
比斯卡罗斯市政厅旧址

比斯卡罗斯的现任市长为埃莱娜·拉尔泽女士（Hélène Larrezet），她是一名右翼无党派人士，在2020年的市政选举中获得了53.99%的支持率。
| 比斯卡罗斯历届市长 | 比斯卡罗斯历届市长            | 比斯卡罗斯历届市长        |
| 任期               | 市长                          | 党派                      |
| ------------------ | ----------------------------- | ------------------------- |
| 1945年－1953年     | Louis Dupuy 路易·迪皮伊       | 不详                      |
| 1953年－1965年     | Raoul Tricos 拉乌尔·特里科斯  | 不详                      |
| 1965年－1969年     | André Lasserre 安德烈·拉塞尔  | 不详                      |
| 1969年－1989年     | Roger Ducom 罗歇·迪科姆       | RPR保衛共和聯盟           |
| 1989年－2001年     | Pierre Junca 皮埃尔·然卡      | UDF法国民主联盟           |
| 2001年－2020年     | Alain Dudon 阿兰·迪东         | UMP人民运动联盟 →LR共和黨 |
| 2020年－           | Hélène Larrezet 埃莱娜·拉尔泽 | DVD右翼无党派人士         |

### 各级选举
| 比斯卡罗斯历届投票选举结果 | 比斯卡罗斯历届投票选举结果 | 比斯卡罗斯历届投票选举结果 | 比斯卡罗斯历届投票选举结果          | 比斯卡罗斯历届投票选举结果 | 比斯卡罗斯历届投票选举结果 | 比斯卡罗斯历届投票选举结果          | 比斯卡罗斯历届投票选举结果 | 比斯卡罗斯历届投票选举结果 |
| 选举项目                   | 选区单位                   | 选举结果                   | 选举结果                            | 选举结果                   | 选举结果                   | 选举结果                            | 选举结果                   | 参考资料                   |
| 选举项目                   | 选区单位                   | 第一轮胜出者               | 第一轮胜出者                        | 支持率                     | 第二轮胜出者               | 第二轮胜出者                        | 支持率                     | 参考资料                   |
| -------------------------- | -------------------------- | -------------------------- | ----------------------------------- | -------------------------- | -------------------------- | ----------------------------------- | -------------------------- | -------------------------- |
| 2017年法國總統選舉         | 比斯卡罗斯市镇             |                            | 埃马纽埃尔·马克龙                   | 24.06%                     |                            | 埃马纽埃尔·马克龙                   | 62.99%                     | [ 27 ]                     |
| 2017年法国立法选举         | 朗德省第一选区             |                            | 热纳维耶芙·达里厄塞克               | 42.64%                     |                            | 热纳维耶芙·达里厄塞克               | 71.68%                     | [ 27 ]                     |
| 2019年欧洲议会选举         | 比斯卡罗斯市镇             |                            | Renaissance                         | 24.81%                     | （不适用）                 | （不适用）                          | （不适用）                 | [ 27 ]                     |
| 2021年法国省级选举         | 大湖县                     |                            | 克里斯托夫·拉布吕耶尔 埃莱娜·拉尔泽 | 34.61%                     |                            | 克里斯托夫·拉布吕耶尔 埃莱娜·拉尔泽 | 57.66%                     | [ 29 ]                     |
| 2021年法国大区选举         | 比斯卡罗斯市镇             |                            | 热纳维耶芙·达里厄塞克               | 28.18%                     |                            | 热纳维耶芙·达里厄塞克               | 28.18%                     | [ 30 ]                     |

## 人口
2018年，比斯卡罗斯市镇人口数量为13,946，在法国排名第699位。其中男性6,556人，女性7,390人，75岁及以上人口占12.4%，外籍人口数量为2,184人，人口密度为87人/平方公里，当地居民被称为（男性）或（女性）。2019年，比斯卡罗斯境内出生89人，死亡人口146人。
| 年份   | 1936  | 1946  | 1954  | 1962  | 1968  | 1975  | 1982  | 1990  | 1999  | 2006   | 2011   | 2016   | 2019   |
| ------ | ----- | ----- | ----- | ----- | ----- | ----- | ----- | ----- | ----- | ------ | ------ | ------ | ------ |
| 人口數 | 2,471 | 3,057 | 3,081 | 3,048 | 7,159 | 8,058 | 8,065 | 9,054 | 9,281 | 12,031 | 12,631 | 14,214 | 13,947 |

## 经济
比斯卡罗斯是一个区域性的中心城市。截止2022年1月，比斯卡罗斯市镇范围内共有各类用人单位（包含自雇）3,429家，平均历史为14年，其中99.33%为中小型企业（PME）。（电气设备安装）、（五金销售）及（体育器械销售）是当地2020年营业额最高的三个企业，分别为130,966,406欧元、5,105,462欧元和4,836,512欧元。

## 财政与居民收入
2020年，比斯卡罗斯的财政收入总额为23,528,400欧元，财政支出总额为21,396,200欧元，当年的债务总额为14,978,400欧元。2021年，比斯卡罗斯共获得2,843,526欧元的国家财政补助，比上一年减少了2.67%。
2019年，比斯卡罗斯的人均月收入总额为2,171欧元，其中高级职员为4,098欧元，低于法国平均水平（4,230欧元）；中级职员为2,258欧元，低于法国平均水平（2,411欧元）；普通职员为1,663欧元，亦低于法国平均水平（1,740欧元）。
2018年，比斯卡罗斯境内的青壮年（15至64岁）失业率为17.8%，当地53.7%的家庭拥有纳税资格，平均纳税3,007欧元，低于法国平均水平（3,910欧元）。

## 社会事务

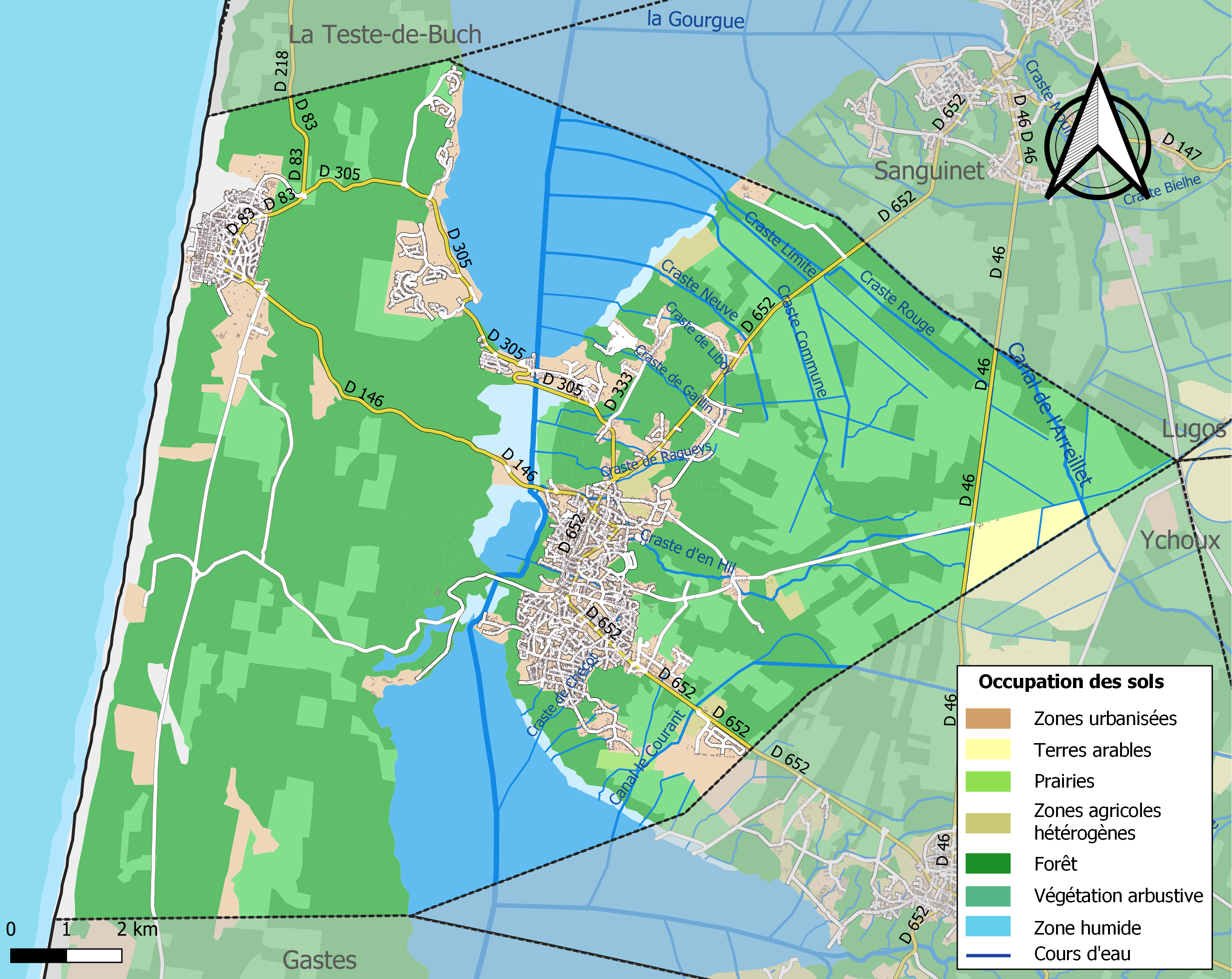
比斯卡罗斯土地利用情况地图

### 教育
比斯卡罗斯属于波尔多学区。截止2020年1月1日，比斯卡罗斯境内共有2所幼儿园、4所小学和2所初级中学。2018至2019学年度，比斯卡罗斯境内共有在校中等教育阶段学生803名。

### 医疗
截止2020年1月1日，比斯卡罗斯境内共有全科医生15名、保健师26名、牙医13名、护士31名、耳科医生1名、眼科医生2名、皮肤科医生1名、助产士2名、儿科医生2名和妇科医生1名。境内共有药房4家、养老院1家。
距离比斯卡罗斯最近的区域性医疗机构为阿卡雄中心医院（Centre Hospitalier d'Arcachon），其主病区位于拉泰斯特德比什市区，距离佩尔奥拉德市区的正常车程约35分钟，该院设有床位204个，是当地规模最大的公立综合性医院。比斯卡罗斯距离波尔多大学中心医院南病区的正常车程则在1小时以内。

### 住房
2018年，比斯卡罗斯境内共有各类住房12,100套，其中72.2%为独立式居民区，27.6%为集中式居民区。常住房屋占比斯卡罗斯市镇范围内居民建筑总量的58.1%。
在住房保障政策方面，2020年，比斯卡罗斯境内共有920户家庭获得了住房经济补助，受益人数占总人口数量的6.6%，其中878份为房租补助。

### 商业
2019年，比斯卡罗斯境内共有各类实体商铺611家，其中餐厅154家、大型超市10家、杂货店9家、面包房14家、肉铺5家、书店4家、装饰品店3家、银行门店9家、美容美发店22家、汽车维修店19家。市中心建有一家Super U超市，市区北部则建有开放式商业街区，有E.Leclerc、利多超市等商场。

### 体育
2020年，比斯卡罗斯境内共有1家游泳池、2间体育馆、1座综合体育场、10处网球场、2处马术场、2处足球或橄榄球场以及1处高尔夫球场。
截至2022年1月，比斯卡罗斯奥林匹克足球俱乐部（Biscarrosse Olympique Football Club，编号519360）是当地唯一的注册足球俱乐部，2021至2022赛季参加新阿基坦大区足球联赛（第七级别），其主场拉乌尔·特里斯科斯球场（Stade Raoul Triscos）位于市中心。
比斯卡罗斯奥林匹克橄榄球俱乐部（Biscarrosse Olympique Rugby）则是当地的一支橄榄球队，2021至2022赛季参加新阿基坦大区橄榄球联赛。

### 环境
比斯卡罗斯的环境事务由其所属的比斯卡罗斯城市圈公共社区负责。2019年，比斯卡罗斯境内共有1家污染企业。

### 治安
2019年，比斯卡罗斯市镇范围内有1处宪兵队。
比斯卡罗斯所在地是博恩地区帕朗蒂斯宪兵总队的管辖范围。2020年，该宪兵总队辖区内共36个市镇累计发生各类案件2,524起，其中盗窃类案件1,352起，经济类案件373起，毒品交易类案件108起。

## 文化
2020年，比斯卡罗斯境内共有1家剧场、1家电影院和1家博物馆。比斯卡罗斯市政府提供多媒体中心，每周二、三、五、六（节假日除外）向公众开放。

### 建筑
比斯卡罗斯境内有多处历史建筑，水上飞机历史博物馆是当地的一处文化建筑，圣马丁教堂则是当地的地标性建筑物。

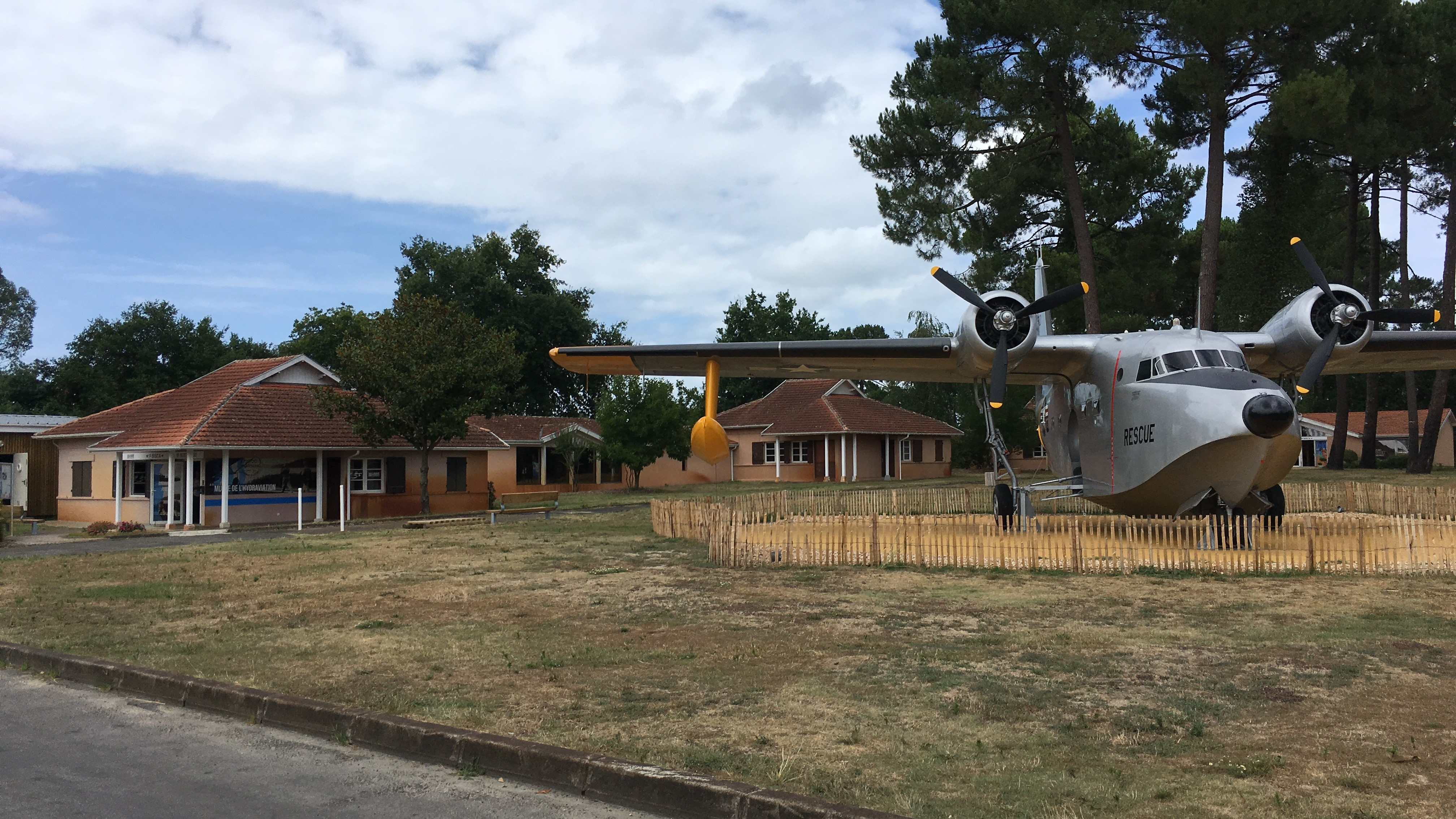
水上飞机历史博物馆（法语：Musée historique de l'hydraviation）
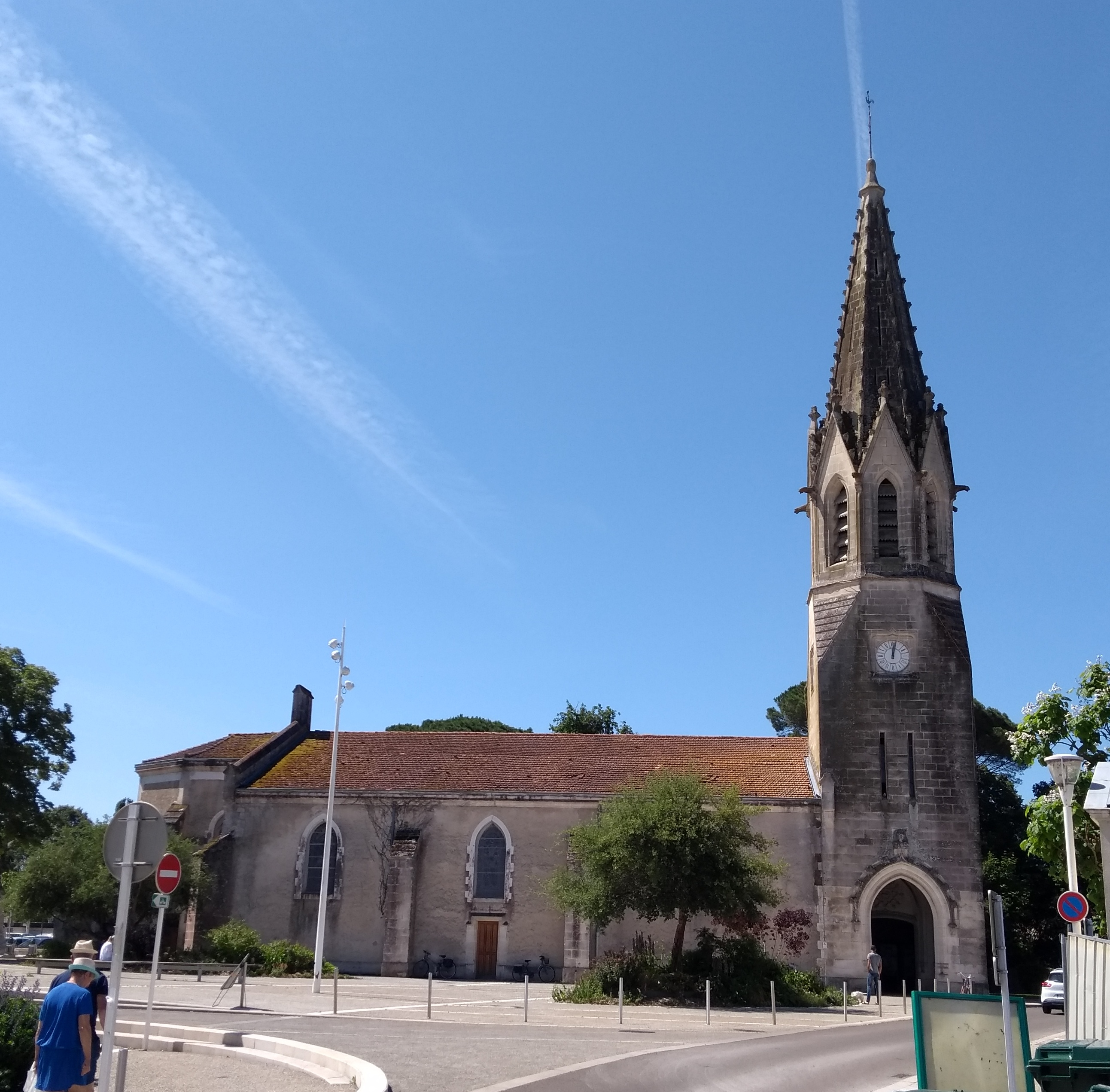
圣马丁教堂（法语：Église Saint-Martin de Biscarrosse）
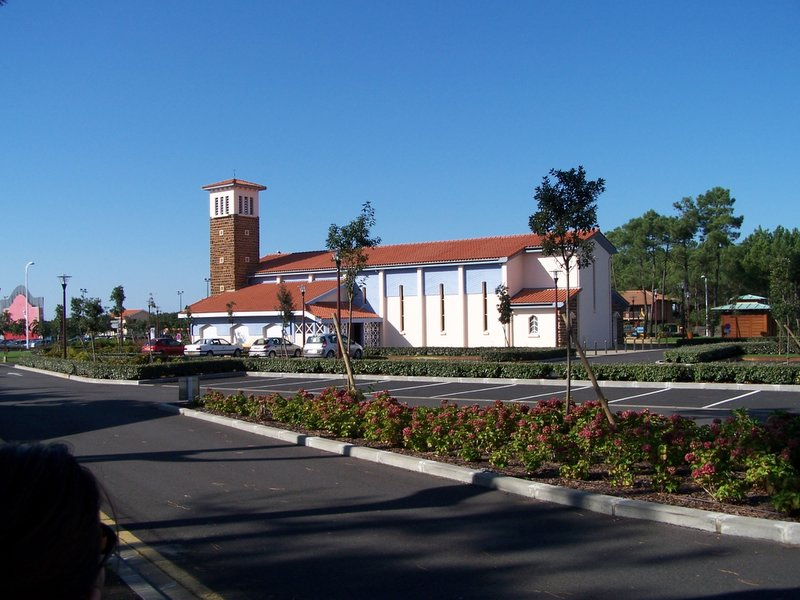
圣贝尔纳代特教堂
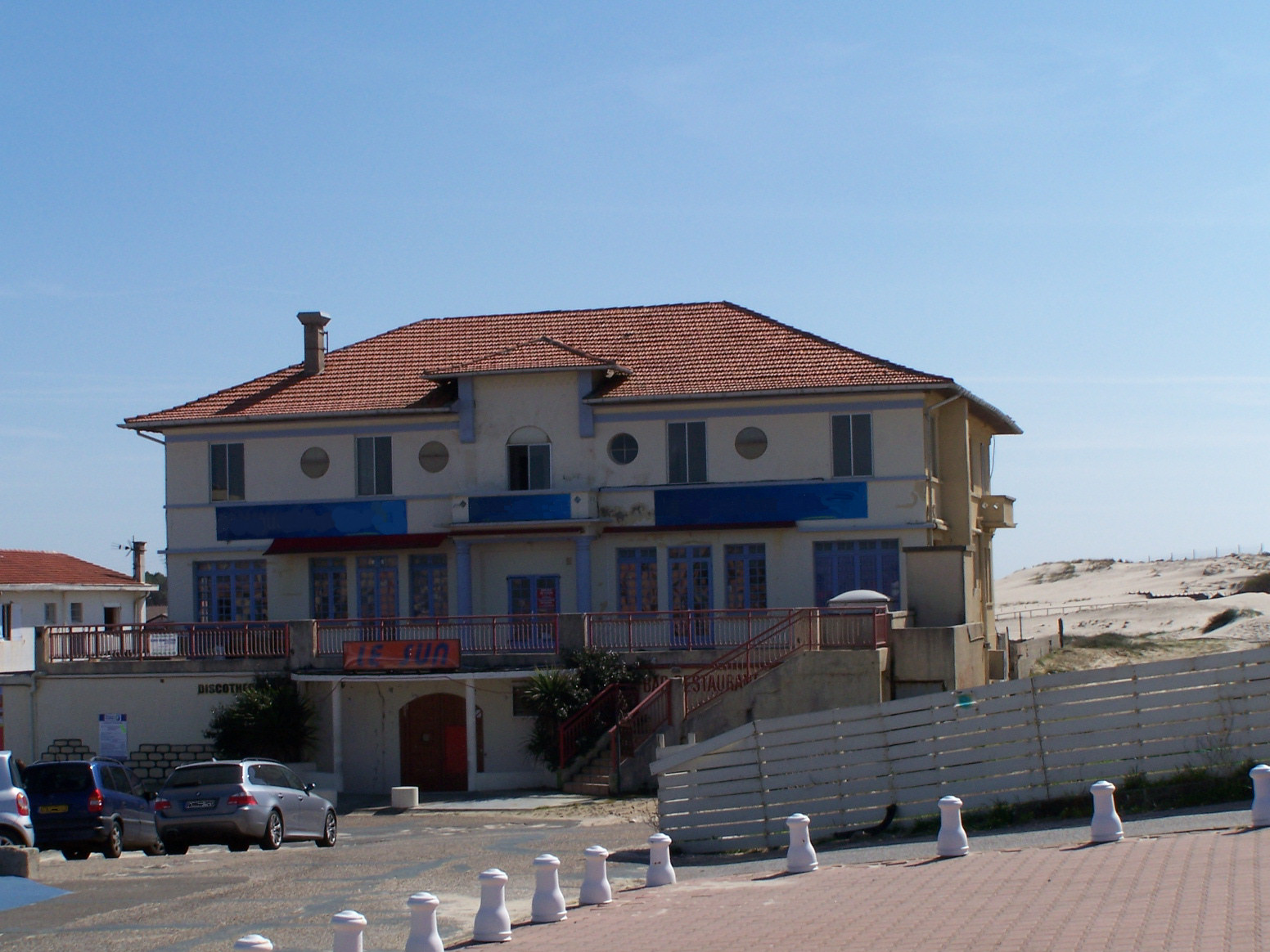
舞厅
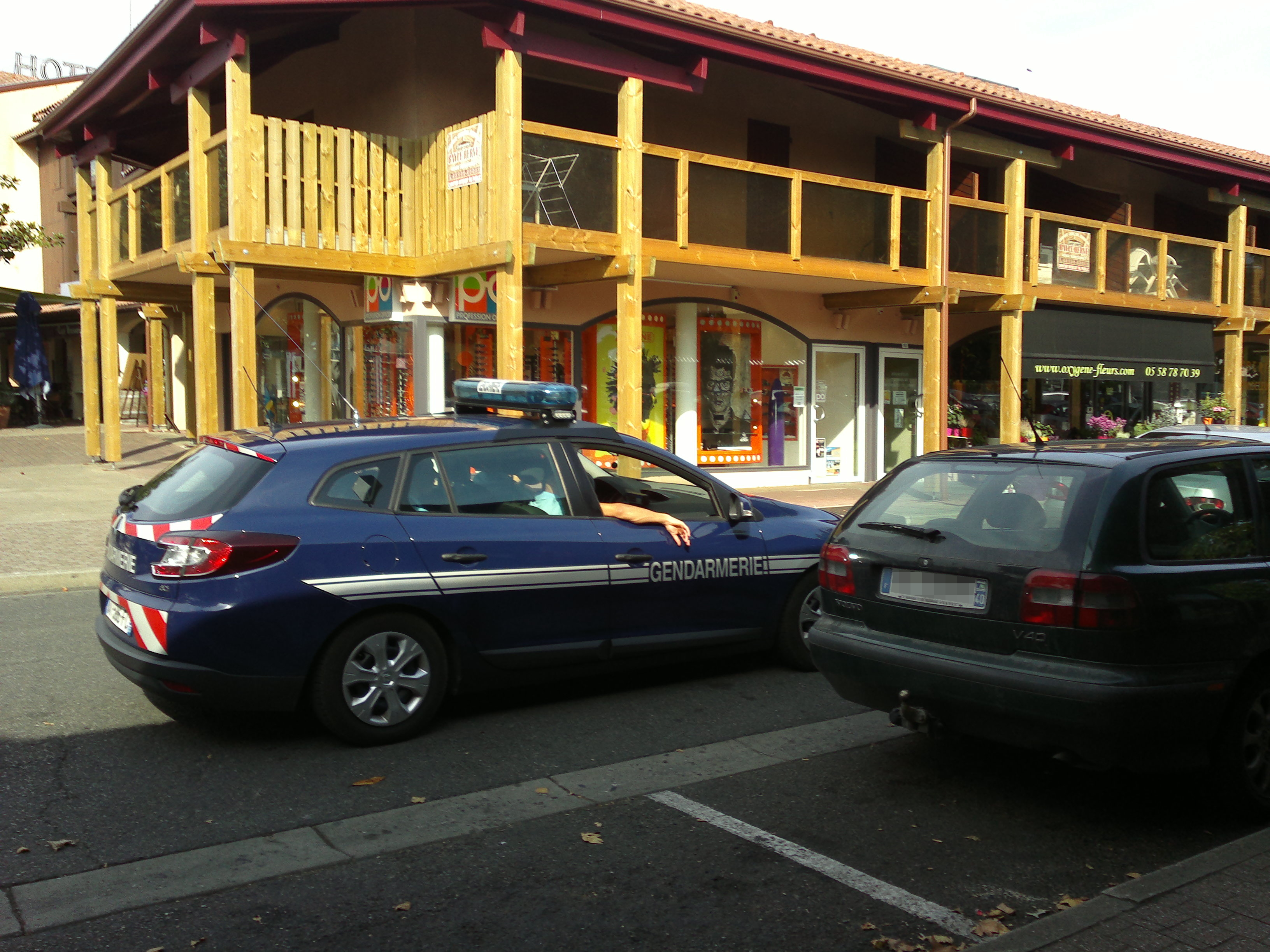
市中心建筑
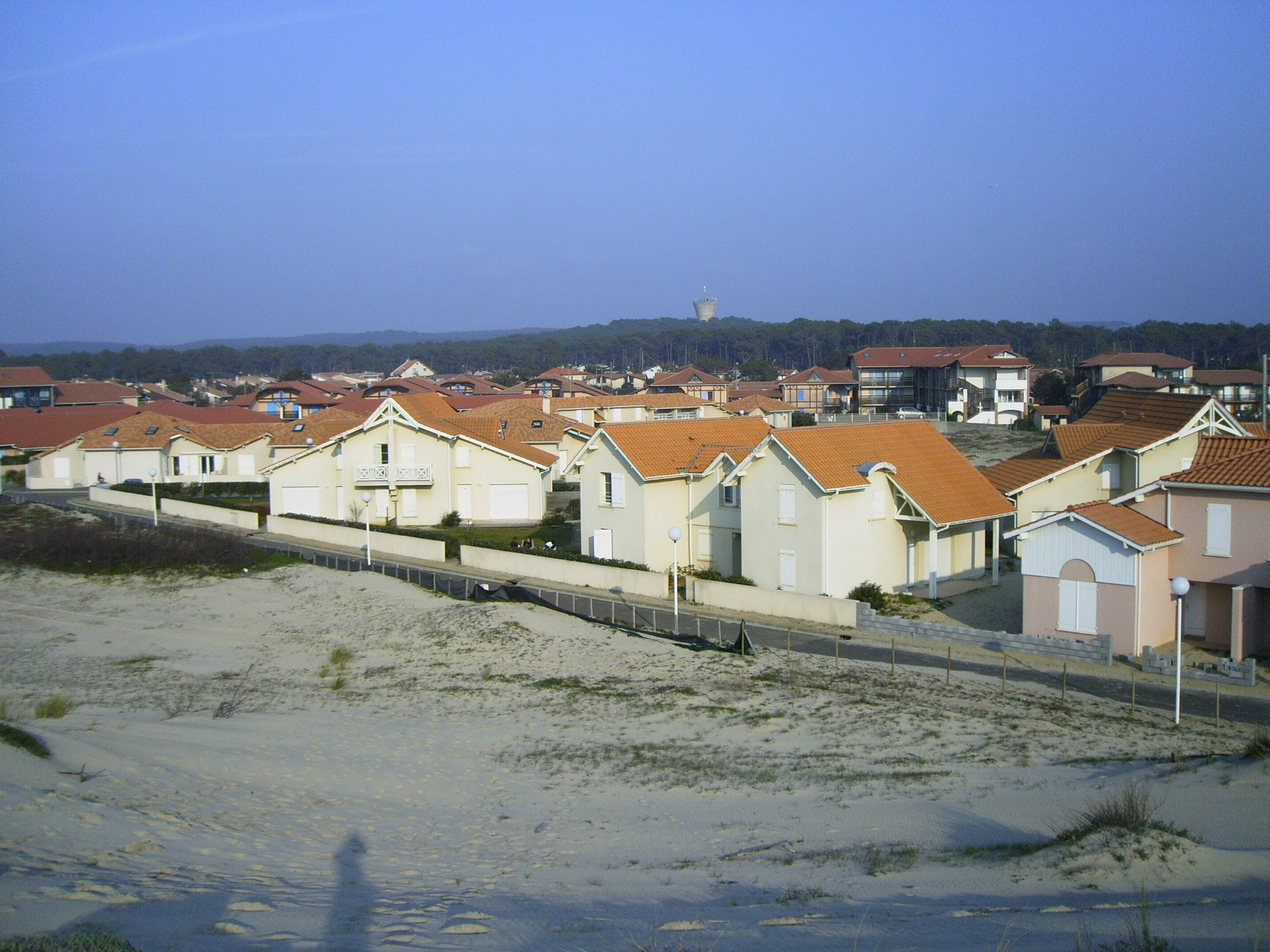
海滨民居
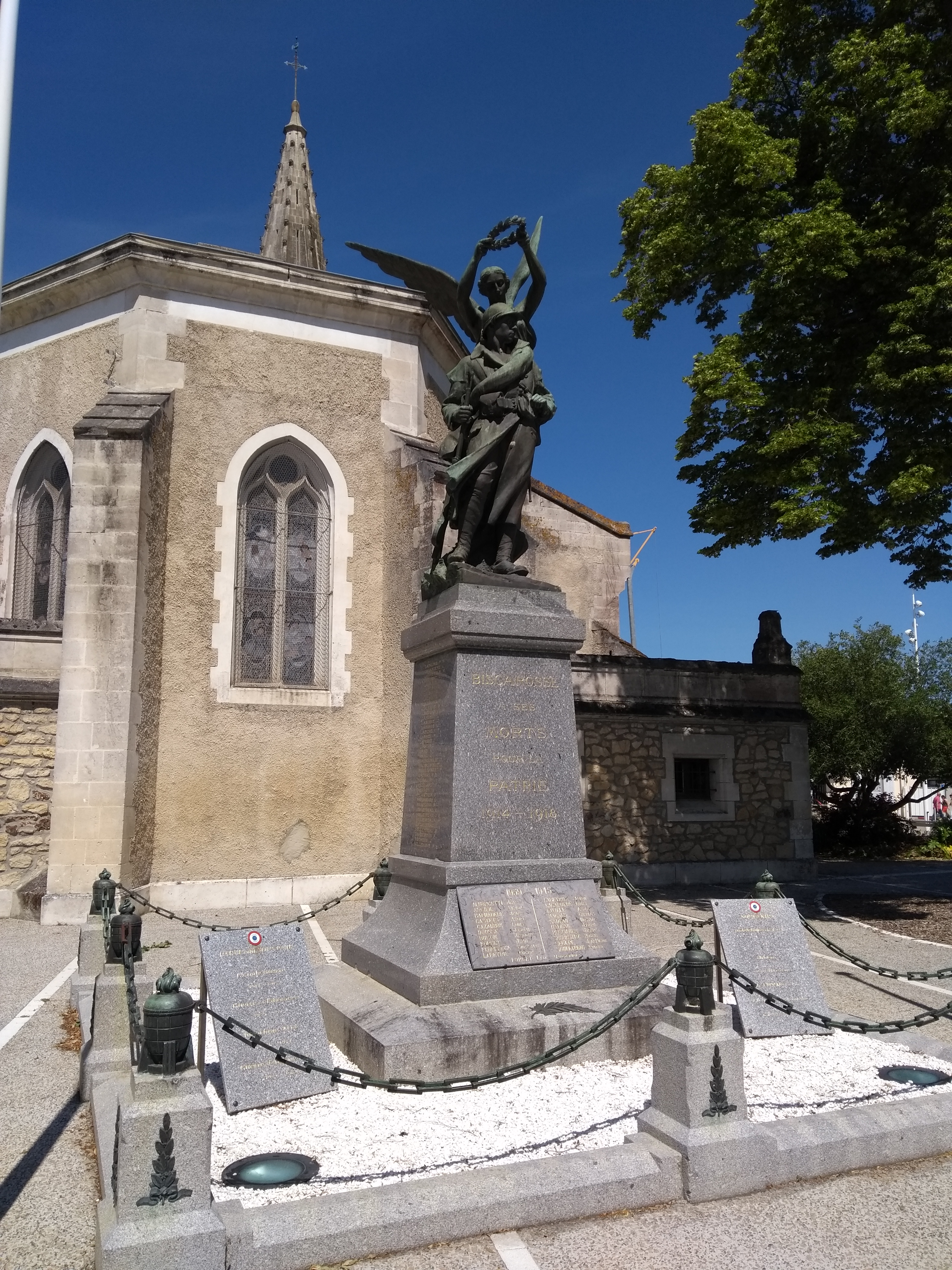
烈士纪念碑

### 旅游

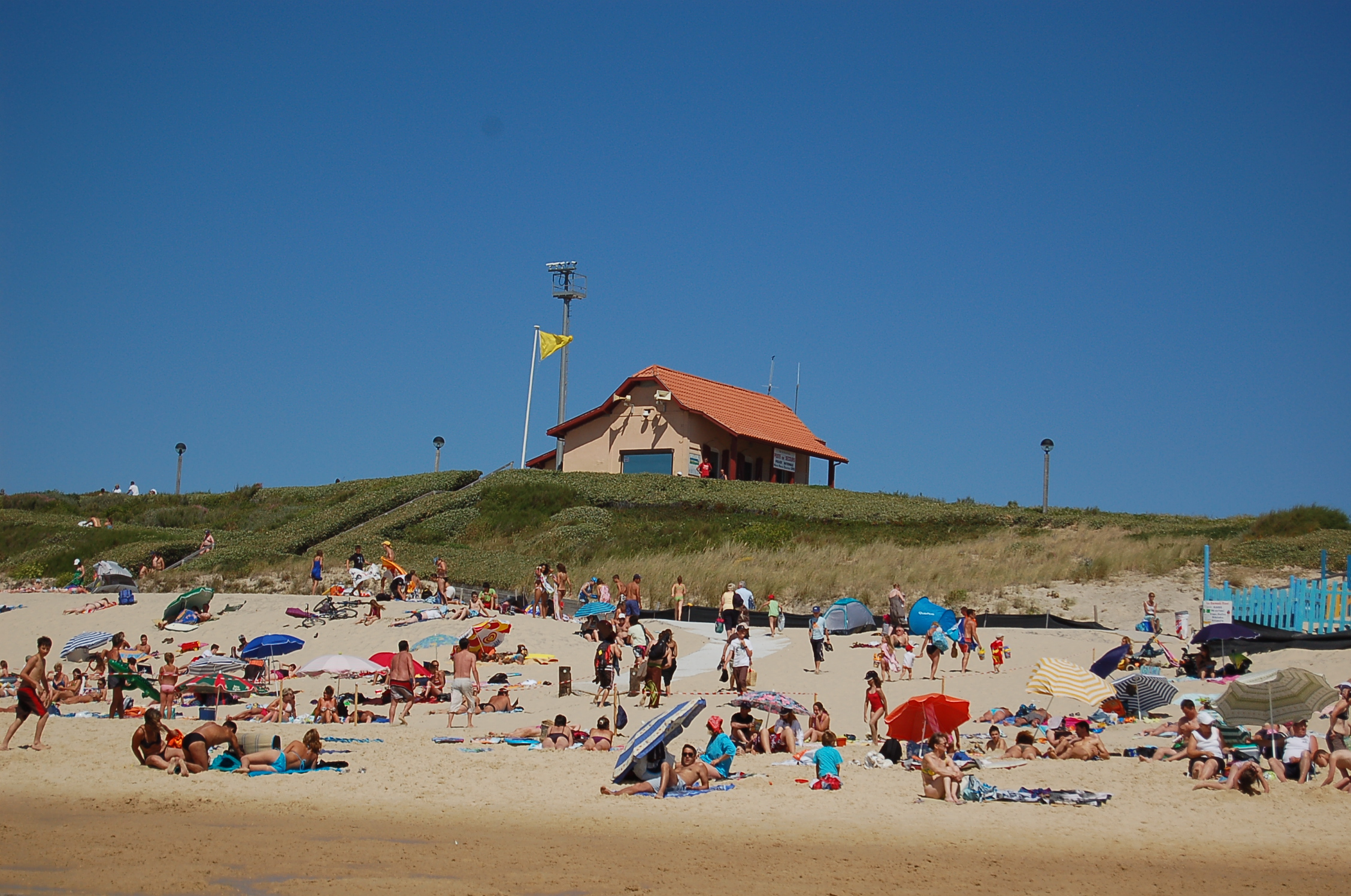
比斯卡罗斯海滩的游客

比斯卡罗斯的旅游事务由其所属的比斯卡罗斯城市圈公共社区负责。2021年，比斯卡罗斯境内共有13家酒店共计271间房间；另有19个露营地，可容纳共5,432辆露营车。

### 媒体
法国主要的媒体均可在比斯卡罗斯接收，法国电视三台下属的新阿基坦大区频道在部分时段播出比斯卡罗斯所属区域的地方新闻。当地主要地方性媒体包括《西南报》、蓝色法兰西加斯科涅广播、TVPI电视台等。

## 友好城市
截至2022年1月，比斯卡罗斯共与两座城市互为友好城市关系：
- 德国 福希海姆
- 葡萄牙 蓬巴尔